# Estados Unidos en los Juegos Paralímpicos de Lillehammer 1994
Estados Unidos estuvo representado en los Juegos Paralímpicos de Lillehammer 1994 por un total de 30 deportistas, 22 hombres y ocho mujeres.

## Medallistas
El equipo paralímpico estadounidense obtuvo las siguientes medallas:
| Nombre           | Deporte        | Evento                              |
| ---------------- | -------------- | ----------------------------------- |
| Oro              |                |                                     |
| Nancy Gustafson  | Esquí alpino   | Descenso LW6/8 femenino             |
| Nancy Gustafson  | Esquí alpino   | Eslalon LW6/8 femenino              |
| Nancy Gustafson  | Esquí alpino   | Eslalon gigante LW6/8 femenino      |
| Nancy Gustafson  | Esquí alpino   | Supergigante LW6/8 femenino         |
| Sarah Will       | Esquí alpino   | Descenso LWX-XII femenino           |
| Sarah Will       | Esquí alpino   | Eslalon LWX-XII femenino            |
| Sarah Will       | Esquí alpino   | Supergigante LWX-XII femenino       |
| Sarah Billmeier  | Esquí alpino   | Descenso LW2 femenino               |
| Sarah Billmeier  | Esquí alpino   | Supergigante LW2 femenino           |
| Adrienne Rivera  | Esquí alpino   | Eslalon gigante LW2 femenino        |
| Brian Santos     | Esquí alpino   | Descenso B3 masculino               |
| Brian Santos     | Esquí alpino   | Eslalon B3 masculino                |
| Brian Santos     | Esquí alpino   | Eslalon gigante B3 masculino        |
| Brian Santos     | Esquí alpino   | Supergigante B3 masculino           |
| Chris Waddell    | Esquí alpino   | Descenso LWX masculino              |
| Chris Waddell    | Esquí alpino   | Eslalon LWX masculino               |
| Chris Waddell    | Esquí alpino   | Eslalon gigante LWX masculino       |
| Chris Waddell    | Esquí alpino   | Supergigante LWX masculino          |
| Greg Mannino     | Esquí alpino   | Descenso LW2 masculino              |
| Greg Mannino     | Esquí alpino   | Supergigante LW2 masculino          |
| Rik Heid         | Esquí alpino   | Descenso LW4 masculino              |
| Rik Heid         | Esquí alpino   | Eslalon gigante LW4 masculino       |
| Chris Young      | Esquí alpino   | Eslalon LW1/3 masculino             |
| John Davis       | Esquí alpino   | Eslalon gigante LWXI masculino      |
| Plata            |                |                                     |
| Kelley Fox       | Esquí alpino   | Descenso LWX-XII femenino           |
| Kelley Fox       | Esquí alpino   | Eslalon LWX-XII femenino            |
| Sarah Billmeier  | Esquí alpino   | Eslalon LW2 femenino                |
| Rik Heid         | Esquí alpino   | Eslalon LW4 masculino               |
| Rik Heid         | Esquí alpino   | Supergigante LW4 masculino          |
| William Bowness  | Esquí alpino   | Descenso LWXI masculino             |
| Jeremy Babcock   | Esquí alpino   | Eslalon LW6/8 masculino             |
| James Lagerstrom | Esquí alpino   | Eslalon gigante LW4 masculino       |
| Michael McDougal | Esquí alpino   | Supergigante LWXI masculino         |
| Jeff Pagels      | Esquí de fondo | 5 km silla de esquí LW10 masculino  |
| Jeff Pagels      | Esquí de fondo | 10 km silla de esquí LW10 masculino |
| Jeff Pagels      | Esquí de fondo | 15 km silla de esquí LW10 masculino |
| Bronce           |                |                                     |
| Adrienne Rivera  | Esquí alpino   | Supergigante LW2 femenino           |
| William Bowness  | Esquí alpino   | Eslalon LWXI masculino              |
| William Bowness  | Esquí alpino   | Supergigante LWXI masculino         |
| James Lagerstrom | Esquí alpino   | Descenso LW4 masculino              |
| Monte Meier      | Esquí alpino   | Eslalon LW2 masculino               |
| Greg Mannino     | Esquí alpino   | Eslalon gigante LW2 masculino       |
| Michele Drolet   | Esquí de fondo | 5 km estilo libre B1 femenino       |